# Labus vandervechti
Labus vandervechti är en stekelart som beskrevs av Giordani Soika 1958. Labus vandervechti ingår i släktet Labus och familjen Eumenidae. Inga underarter finns listade i Catalogue of Life.